# 파크루오이스구

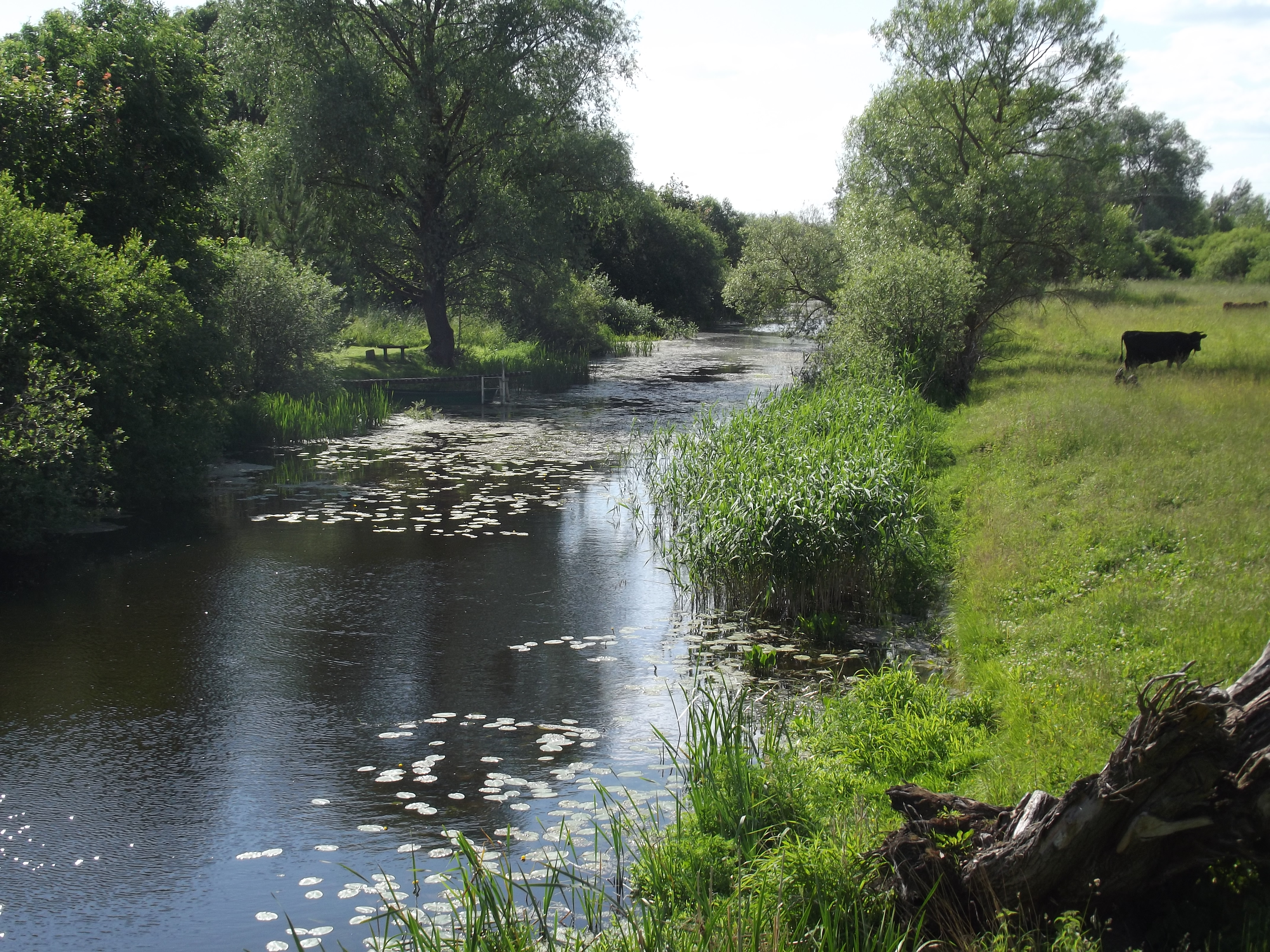
파크루오이스구 제이멜리스 마을 인근을 흐르는 베르슈탈리스강

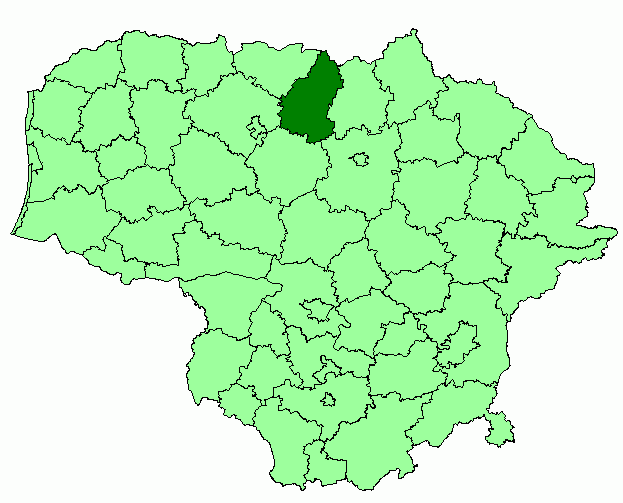
파크루오이스구의 위치

파크루오이스구(리투아니아어: Pakruojo rajono savivaldybė)는 리투아니아 샤울랴이주를 구성하는 7개 지방 자치체 가운데 하나로 행정 중심지는 파크루오이스이며 면적은 1,315km2, 인구는 21,555명(2015년 기준), 인구 밀도는 16.4명/km2이다. 8개 장로구를 관할한다. 샤울랴이주 요니슈키스구, 샤울랴이구, 라드빌리슈키스구, 파네베지스주 파네베지스구, 파스발리스구와 접하며 북쪽으로는 라트비아와 국경을 접한다.

지방 자치체 문장